# 場内
| ウィキペディアには「場内」という見出しの百科事典記事はありません（タイトルに「場内」を含むページの一覧/「場内」で始まるページの一覧）。 代わりにウィクショナリーのページ「場内」が役に立つかもしれません。 |